# Antoine-François Bazin
Pour les articles homonymes, voir Bazin.
Antoine-François Bazin (16 mai 1765, Estissac - 24 avril 1858, Bercenay-en-Othe), est un homme politique français.

## Biographie
Avocat à Auxerre, il est élu député de l'Yonne à la Chambre des Cent-Jours le 13 mai 1815.
Maire de Bercenay-en-Othe dans l'Aube, il a été conseiller général du canton d'Estissac de 1833 à 1848.

## Distinctions
- Chevalier de la Légion d'honneur (1815).